# 라이언 로트먼
라이언 로트먼(Ryan Rottman, 1984년 3월 17일 ~ )은 미국의 배우이다.

## 출연 작품
- 빌리어네어 보이즈클럽 (2018)
- 화이트 드워프 (2014)
- 해피랜드 (2014)
- 클로징 타임 (2010)